# Гапт
Гапт (відомий також як Гаут, Geatwa, Geata, Geat, Gaut, Geot, Gauti) — легендарний правитель готів. Народився близько 30 р. в Готікскандзі (сучасне Помор'я, Польща). Помер близько 100 року.
Правитель-конунг роду Амалів.
«Батько ґотів і ґеатів», скандинавський (ансський чи асський) бог воїнів; можливо, іпостась чи нащадок Одіна-Водана. Керував військовими дружинами в Скандинавії та Центральній Європі, вважається родоначальник багатьох германських народів. 
Батько Гулмула